# Федорково (урочище, Вязниковский район)
Федорково — упразднённая в 1977 году деревня в Вязниковском районе Владимирской области России. На момент упразднения входила в состав Барско-Татаровского сельсовета Вязниковского района. Ныне урочище на территории муниципального образования Мстёра Вязниковского района.

## Топоним
На карте Менде упомянута как Федоркова.
На военной карты Рабоче-Крестьянской Красной Армии (РККА), описывающей состояние местности на 1935—1941 предвоенные годы, упомянута как Федорово.

## География
Урочище находится в северо-восточной части области, в зоне хвойно-широколиственных лесов, в пределах Волжско-Окского междуречья, у реки Тара (приток Клязьмы).

### Климат
Климат характеризуется как умеренно континентальный. Средняя температура воздуха самого холодного месяца (января) — −11,1 °C (абсолютный минимум — −48 °С), средняя максимальная температура воздуха (июля) — +23,3 °С (абсолютный максимум — +37 °С). Годовое количество атмосферных осадков составляет около 607 мм, из которых 413 мм выпадает в период с апреля по октябрь.

## История
В «Списке населенных мест Владимирской губернии по сведениям 1859 года» населённый пункт упомянут как владельческая деревня Вязниковского уезда, 1 стана, расположенная при  р. Таре, в 25 верстах от уездного города. В деревне насчитывалось 11 дворов и проживало 76 человек (30 мужчин и 46 женщин).
| №    | Название  | Тип         | Положение   | Уезд / Стан           | Местность                                                                               | От уезд. города | От станов. кварт. | Дворов | Мужчин | Женщин |
| ---- | --------- | ----------- | ----------- | --------------------- | --------------------------------------------------------------------------------------- | --------------- | ----------------- | ------ | ------ | ------ |
| 1374 | Федорково | деревня вл. | при р. Таре | Вязниковский уезд / 1 | По правую сторону проселочной дороги из г. Вязников в г. Ковров (старый большой тракт). | 25              | 25                | 11     | 30     | 46     |

Упразднена решением облисполкома № 682 от 30 июня 1977 года как фактически не существующая.